# 藤野严九郎
藤野严九郎（日语：／ Fujino Genkurō，1874年7月1日—1945年8月11日）日本福井县人，日本医生、教师，1874年出生于日本敦贺县（后并入福井县）一个医生家庭。1896年，藤野严九郎自名古屋的爱知县立医学校（今名古屋大学医学部）毕业，后经敷波重治郎介绍任教于仙台医学专门学校（今东北大学医学部）。在仙台医专任教时期，藤野严九郎曾特别关照当时在仙台医专留学的中国学生周树人（鲁迅）。鲁迅后来将这段经历写成纪念文章《藤野先生》，藤野严九郎因而闻名。
藤野严九郎在仙台医专任职至1915年。1915年，已成为东北帝国大学医学专门部的仙台医专升格为东北帝国大学医学部，藤野因没有取得帝大学位也没有留洋经历而被东北帝大方面解聘。失去教师工作的藤野几经辗转，回到家乡当起乡村医师。1945年8月，藤野严九郎病逝于福井县坂井郡三田町，享年71岁。

## 早年经历
1874年7月1日，藤野严九郎生於敦贺县（后为福井县芦原町下番）。家里是福井县坂井郡五代行医的“兰医”世家（兰医是指17世纪由荷兰人传入日本的欧洲医学），从江户时代初期便开始行医。藤野严九郎的多位祖先曾到大阪随兰学大师学医。他的祖父与父亲都以学习研究“兰学”著称。福井县是个风气保守的旧藩，民间重视以朱子理学为基础的旧藩学。藤野严九郎故居一层客厅正中，挂着一幅将近2米高的挂轴，是《孝经》十八章的全录。藤野严九郎直到45岁才迎来第一个儿子，两年后再得一子，藤野要求两个儿子每日清晨坐在《孝经》前朗诵一遍，不读完不许吃早饭。
藤野严九郎到上学年龄后，进入丸冈町的平章小学学习。当时，日本的初等教育制度尚不完善，于是他同时在毕业于福井藩校的野坂源三郎老师的私塾学习汉学与练字、算盘。此后，藤野严九郎又到三国町的龙翔小学（现三国南小学）学习。
小学毕业后，藤野严九郎到福井县寻常中学学习。二年级一结束，1892年他就进入名古屋的爱知县立医学校（今名古屋大学医学部）。1896年毕业后，留在该校解剖教研室，从助手一直升至助教谕。1897年辞职，考取醫師執照，並到东京帝国大学医学部进修一年。在此他结识了敷波重次郎（后改名为敷波重治郎），敷波重次郎也是1897年辞去自己的助教职务，来东京帝国大学医学部同一个解剖学部门进修。后来，藤野严九郎边在第四高等学校医学部担任人寿保险公司的专属医生，边在东京帝国大学从事解剖学研究。

## 仙台医专时期
1901年前后，藤野严九郎向金泽第四高等学校求职，但收到拒信，后又托大泽岳太郎教授给已入职仙台医学专门学校（今日本东北大学医学部）的敷波重次郎写信，要求其向校长推荐。经敷波重次郎力保，藤野于1902年入职仙台医学专门学校担任讲师，与敷波重次郎共同讲授解剖组织学课程。1904年7月升为教授。从1902年起，新生一年级的级长（班主任）由敷波担任，藤野任副级长，这种搭配持续到1915年藤野去职。

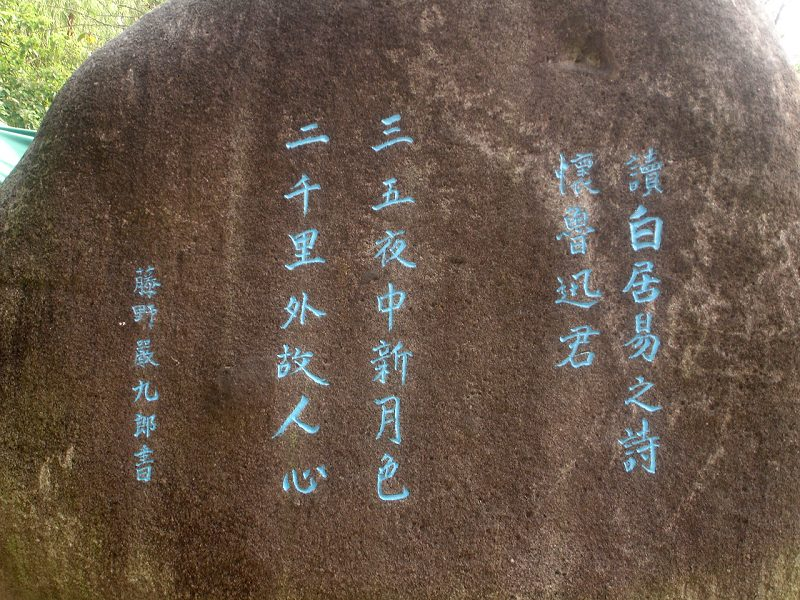
中国浙江省杭州市曲院风荷公园中的福井·杭州友好公园内的诗碑，题为《读白居易之诗怀鲁迅君》，内容是“三五夜中新月色，二千里外故人心”，落款“藤野严九郎书”。该碑文由福井市汉学史学家青园谦三郎在藤野严九郎的手迹中选字，并配白居易诗句而成。“福井·杭州友好公园”是为纪念1988年11月23日福井市与杭州市结为友好城市，由福井市提议在杭州西湖畔建立，福井市市长酒井哲夫亲自题写园名。

1904年9月，仅比藤野小7岁的中国学生周树人（鲁迅）入仙台医学专门学校学习。当时仍由藤野严九郎和敷波重次郎分任解剖学授课任务。1904年9月13日星期二，仙台医学专门学校1904级新生开课第一天，第一堂课是敷波的组织学理论，下午第六堂课是藤野的解剖学史。藤野作为副级长的职责之一是担任学生在外租房的保证人，兼管学生生活。周树人先是住在“佐藤屋”旅馆，条件不错，“但一位先生却以为这客店也包办囚人的饭食，我住在那里不相宜，几次三番，几次三番地说。我虽然觉得客店兼办囚人的饭食和我不相干，然而好意难却，也只得别寻相宜的住处了。”（语出《藤野先生》，这里的“一位先生”就是藤野。）周树人对藤野的这一好意安排是很抗拒的。
当时，敷波重次郎是一颗冉冉升起的学术明星，在学生中人气很高，而同样来自北陆地区的藤野严九郎说话时在文言文腔调里还夹杂着浓重的北陆口音，在普遍崇洋的学生中受到轻视和孤立。藤野在教授中是最下层的十二级，月薪仅六百元。其他教授每天都坐人力车到校，只有藤野步行上班。1904年的十名教授中，有六人毕业于东京帝国大学，二人有外国留学经历，藤野则属于出身最不好（爱知医学校）的，和他同样出身的田代讲师在职到德国取得了医学学位，因此每月比藤野多领四百元。藤野曾打听留学德国的可能性，后因口语能力不行而放弃。
周树人感念藤野的一点，是藤野对学生课堂笔记的认真批改。当时仙台医专没有指定教学用书，学生将老师的课堂讲义抄下以备后用，老师负责通过批改学生课堂笔记来掌握学生的学习近况。周树人（鲁迅）写作《藤野先生》时，以为仙台时期的课堂笔记已遗失，但1951年六本笔记在其绍兴老家被发现，现存北京鲁迅博物馆。笔记内容是敷波讲授的骨学、韧带学、内脏学、感觉器学，藤野讲授的肌肉学、血管学、神经学，佐野喜代作讲授的有机化学。虽然鲁迅笔记中敷波讲义占比例最大，但可辨认的批改笔迹绝大部分是藤野的。
藤野在教解剖学时，评分十分严格，敷波将解剖学课程的评分事务交给了藤野，结果解剖学成了一门“落第坑”。每年在这门课上不及格的学生都会占三分之一。学校规定，有两科成绩为丁或有一科成绩为戊（50分以下）者就要留级。在1904至1905学年有20个同学留级，许多留级生都对藤野抱有怨恨。在第二学年开学时，部分留级生为发泄对藤野的不满，将怒火烧向中国留学生周树人身上，诬陷藤野向周树人漏题。然而，周树人在仙台医专唯一的不及格便是由藤野给出的解剖学分数。1904级学生第一学年三个学期的成绩表显示，周树人的学年成绩在142人中排第68位，最高的是三好爱吉讲师的伦理学83分，第二是敷波的组织学72.7分，最低分是藤野给出的解剖学成绩，三个学期分别为60分、60分、58分，平均59.3分（丁）。虽然谣言很快被澄清，但此事加深了周树人心中“弱国子民”的屈辱感，使他领悟到即便逃避到仙台也仍是逃无可逃，遂产生了厌弃仙台的想法。
1906年3月，周树人自仙台医专退学，临走前他到藤野家辞行，藤野送给他一张写有“惜别”的照片，后来被他挂在北京寓所书桌对面的东墙上，时时令他“忽又良心发现，而且增加勇气”。周树人离开仙台后，藤野继续在仙台医专任教，对在周树人以后来仙台医专的中国留学生表示了同样的善意，如今藤野严九郎纪念馆中还保存着其他中国留学生的信及贺年卡。
1907年，设在仙台的东北帝国大学（现东北大学）开学。1915年，仙台医专并入东北帝国大学，升格为东北帝国大学医科大学，校方在学历上要求凡没有留洋经历的教师一律不续聘。仙台医专原有十六名教授，仅六人留任，其中包括留学德国的敷波。而既未留洋又无帝国大学医科学位的藤野被判定为不具备大学教授资格，只好自动辞职。

## 回乡行医

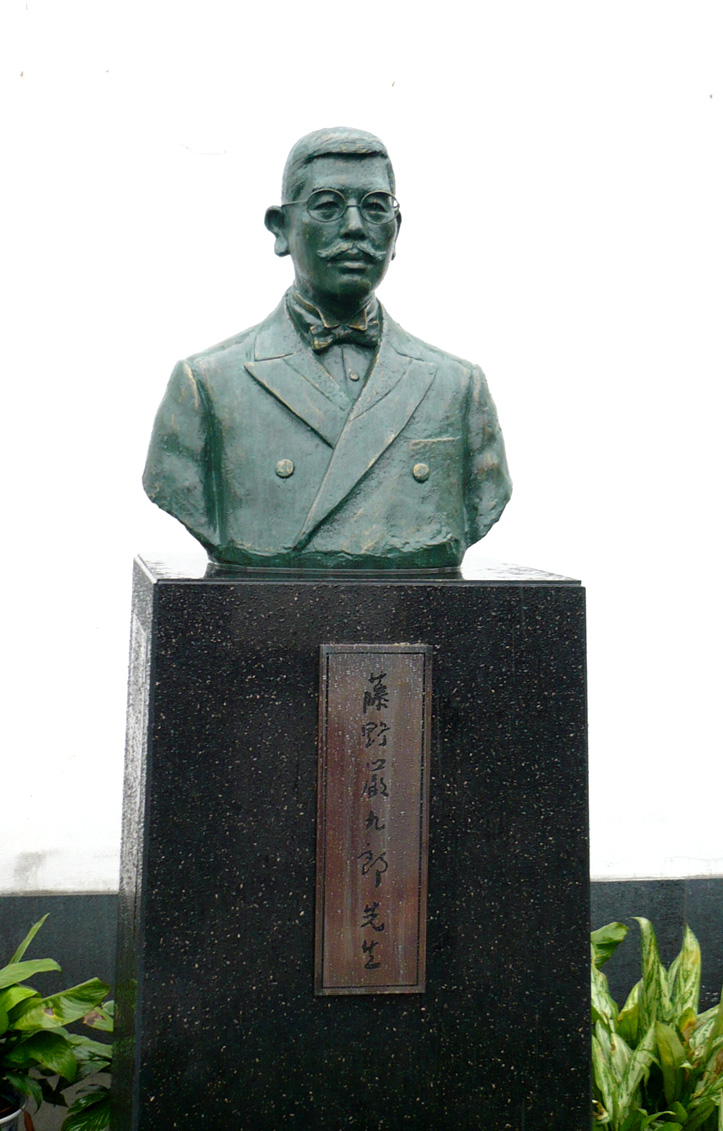
陈设于绍兴鲁迅纪念馆的藤野严九郎雕像

藤野辞职后，先到东京进修临床外科，曾在东京三井會社的一家慈善医院做全科医生。后又辗转多地，本想寻找可继续教授解剖学的学校，但一直没找到。为此藤野决定做开业医生。起初他帮二哥明二郎给人看病。在夫人梨花病逝后的第二年，藤野与文子再婚，同时在福井县三国町开了耳鼻科诊所。但是二哥在一年后猝死，他又回到下番继承二哥的事业。藤野与文子生了两个孩子，长子恒弥、次子龙弥。藤野在下番行医达十年以上，受到村民们认可。许多友人回忆藤野时都提到他“有诺必行，行必尽力”的传统美德。
1917年之后，藤野就和原仙台医专的学生们失去了联系。1926年，周树人（鲁迅）发表《藤野先生》。1935年6月26日，鲁迅在致山本初枝夫人的信中说：“藤野先生是大约三十年前仙台医学专门学校的解剖学教授，是真名实姓。该校现在已成为大学了，三四年前曾托友人去打听过，他已不在那里了。是否还在世，也不得而知。倘仍健在，已七十左右了。”1934年，岩波书店计划在“岩波文库”收入鲁迅作品，编为一册，并由诗人佐藤春夫与增田涉翻译。增田涉致信鲁迅，问应收入哪些作品，鲁迅回信说：都可以，只要你们觉得好就收；不过只是希望能收入《藤野先生》。该意见被岩波书店接受。1935年增田涉到中国上海访问，鲁迅表示希望将《藤野先生》增补进去，他拿着藤野的照片给增田涉看，问道：“老师现在不知状况如何？大概可能已经去世了吧？不知道有没有他的家属的消息？”
1935年6月，“岩波文库”的《鲁迅选集》出版。这时，藤野的儿子恒弥已进入第四高等学校。该校由恒弥在福井中学时代的老师菅好春担任国语与中文老师。菅教谕读《鲁迅选集》时，发现《藤野先生》说的是藤野严九郎的故事，便通知了恒弥。藤野由此得知以前的中国留学生周树人已成为作家鲁迅，并写有《藤野先生》纪念自己。
1936年底周树人（鲁迅）去世的消息传到日本。此后鲁迅的同班同学小林茂雄从敷波那里打听到藤野的住址。1937年4月，小林茂雄写信给藤野报告鲁迅的死讯，自此才恢复了师生联络。1936年的一天，由于得到了一份刊登着鲁迅去世消息的杂志，生于福井的新闻记者坪田利雄等三人拜访了藤野，藤野得知鲁迅去世的消息后很感慨。对藤野的访谈以《谨忆周树人君》为题发表在昭和十二年（1937年）三月号的《文学案内》杂志上。
鲁迅去世后不久，1937年日本侵华战争全面爆发，时局动荡。据藤野两个儿子的老师竹内静回忆，关于日中战争，藤野曾说：“你們記住，中國乃將文化教于日本之先生，这样的战争必须早日停止。”藤野的大儿子恒弥自东北帝国大学医学部毕业后，进入航空医学研究室，后被征兵成为军医，在军中患病，1945年1月1日在广岛陆军医院病逝。

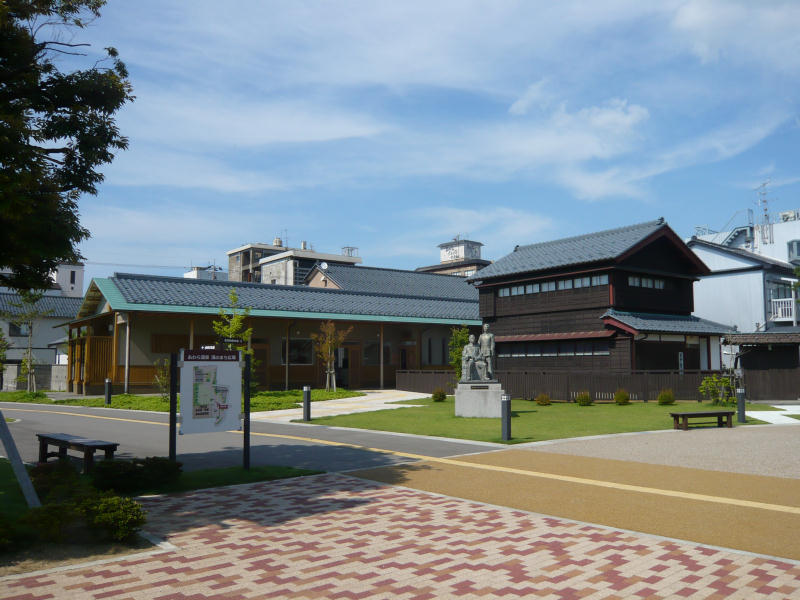
日本福井县芦原市的藤野严九郎纪念馆

1945年8月10日黄昏，藤野去自己的诊所。见他很疲惫，诊所的房东劝他就近住下，但在赴好友土田家的途中，藤野晕倒。虽经亲友中的医生治疗，但1945年8月11日（日本投降的4天前）上午十点，藤野仍因年迈体衰而逝世，享年71岁。

## 纪念
中华人民共和国成立后，在中国和日本，对鲁迅的仰慕与日俱增，藤野作为鲁迅的恩师也随之为人瞩目。1956年，鲁迅遗孀许广平为出席禁止原子弹世界大会初次来到日本，按预定计划，在访问福井时要祭拜藤野的墓，但因连日的欢迎活动导致过度疲劳，她只好托鲁迅的老朋友内山完造代为祭拜，许广平寄给内山完造一封信，内山完造在藤野墓前朗读了此信。
1960年，仙台建立了“鲁迅之碑”，并于1961年4月举行揭幕式。受到该碑启示，福井县于1964年在足羽山上建立了“惜别”碑，碑名出自藤野赠鲁迅照片上的亲笔题名。1980年，在藤野的出生地芦原下番，建立了由鲁迅之子周海婴书写的“藤野严九郎碑”。1983年5月18日，因有鲁迅与藤野的渊源关系，藤野的家乡芦原町（现芦原市）与鲁迅的家乡绍兴市结为友好城市。
1984年7月，藤野的故居被修复改造成藤野严九郎纪念馆。后来还建立了芦原国际交流中心。日本东北大学设立了“东北大学藤野先生奖”。《藤野先生》是中日两国的中学语文课课文，这使藤野的名字在中日两国广为人知。1970年代以来，竹内好翻译的《藤野先生》先后被日本筑摩书房、三省堂选为“高中国语教科书”的现代文课文。2006年，北京鲁迅博物馆和藤野的家乡福井县芦原市分别向东北大学赠送了鲁迅和藤野的胸像。

## 家庭
- 侄：藤野恒三郎：医学家，副溶血弧菌的发现者。